# Gesamtanlage Zell a. H.

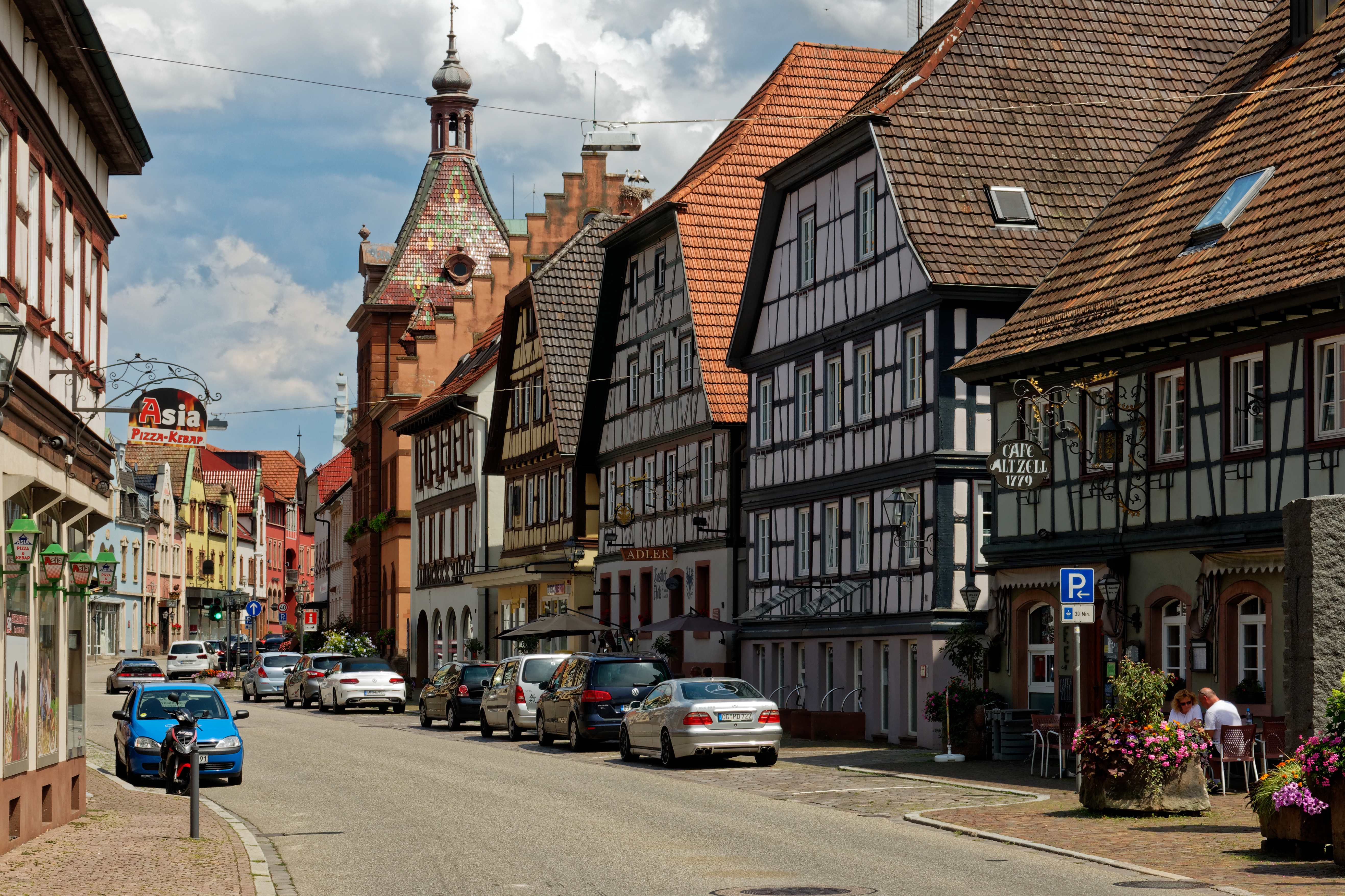
Altstadt von Zell am Harmersbach

Die Gesamtanlage Zell a. H. ist ein denkmalgeschütztes Ensemble in Zell am Harmersbach im Ortenaukreis in Baden-Württemberg. Geschützt ist seit 1975
eine verschiedene Epochen umfassende charakteristische Bebauung.

## Allgemeines
Gesamtanlagen schützen gemäß § 19 Denkmalschutzgesetz Baden-Württemberg Straßen-, Platz- und Ortsbilder, an deren Erhaltung aus wissenschaftlichen, künstlerischen oder heimatgeschichtlichen Gründen ein besonderes öffentliches Interesse besteht. Geschützt ist das überlieferte Erscheinungsbild der Gesamtanlage mit seinen Bestandteilen und Merkmalen. Neben Bauwerken zählen dazu auch Straßen- und Platzräume oder Grün- und Freiflächen. Schützenswert können außerdem die topographische Lage, der Ortsgrundriss oder eine Stadtsilhouette sein. Der Gesamtanlagenschutz umfasst bei Gebäuden nur die von außen sichtbaren Teile; bei Kulturdenkmalen innerhalb der Gesamtanlage, die zusätzlich nach anderen Bestimmungen des Gesetzes geschützt sind, ist darüber hinaus auch das Innere Gegenstand des Denkmalschutzes.

## Beschreibung
Der kleine Marktflecken Zell am Harmersbach entstand im 13. und 14. Jahrhundert als planmäßige Anlage entlang eines Altweges im Mittleren Schwarzwald. Zwischen Bachlauf und Bergen topografisch angepasst, umgeben von einer Befestigungsanlage mit Mauer, Graben und Türmen, entwickelte sich die kleine Reichstadt entlang einer Hauptstraße und einer kurzen Querachse zu einem bürgerlich geprägten Ort der Handwerker und Händler. Kriegerische Auseinandersetzungen prägten die Stadtbaugeschichte mehr als wirtschaftliche Veränderungen. Erst der Aufschwung der Zeller Keramik und das Ende des Deutschen Reichs brachten nach 1800 die Bürger dazu, ihre Stadt nachzuverdichten, deren mittelalterliche Umgrenzung niederzulegen und das Areal um die Pfarrkirche nördlich des Stadtkerns einzubeziehen. Nach Kriegen und ökonomisch guter Konjunktur veränderten schließlich zwei große Stadtbrände um 1900 das Gesicht Zells entscheidend. So zeigt sich die Stadt heute als mittelalterlich strukturierte Ortschaft mit einer verschiedenen Epochen entsprechenden charakteristischen Bebauung, die die Geschichte der Stadt widerspiegelt. Aufgrund dieser Tatsachen handelt es sich um eine Gesamtanlage gemäß § 19 DSchG.
Nach § 19 des Denkmalschutzgesetzes Baden-Württemberg können die Gemeinden seit 1. Januar 1984 Gesamtanlagen durch Satzung unter Denkmalschutz stellen. Davor erfolgte der Schutz durch Verordnung des zuständigen Regierungspräsidiums. Nicht nur einzelne Kulturdenkmale sind dabei geschützt, sondern der ganze Stadtkern mit seinem historischen Grundriss, den Straßen und Plätzen, Grün- und Freiflächen sowie der Gesamtheit der historischen Bausubstanz, an deren Erhaltung aus wissenschaftlichen, künstlerischen oder heimatgeschichtlichen Gründen ein besonderes öffentliches Interesse besteht. Die Altstadt von Zell am Harmersbach ist seit 1. August 1975 eine geschützte Gesamtanlage.
Teile der Gesamtanlage Zell a.H.:

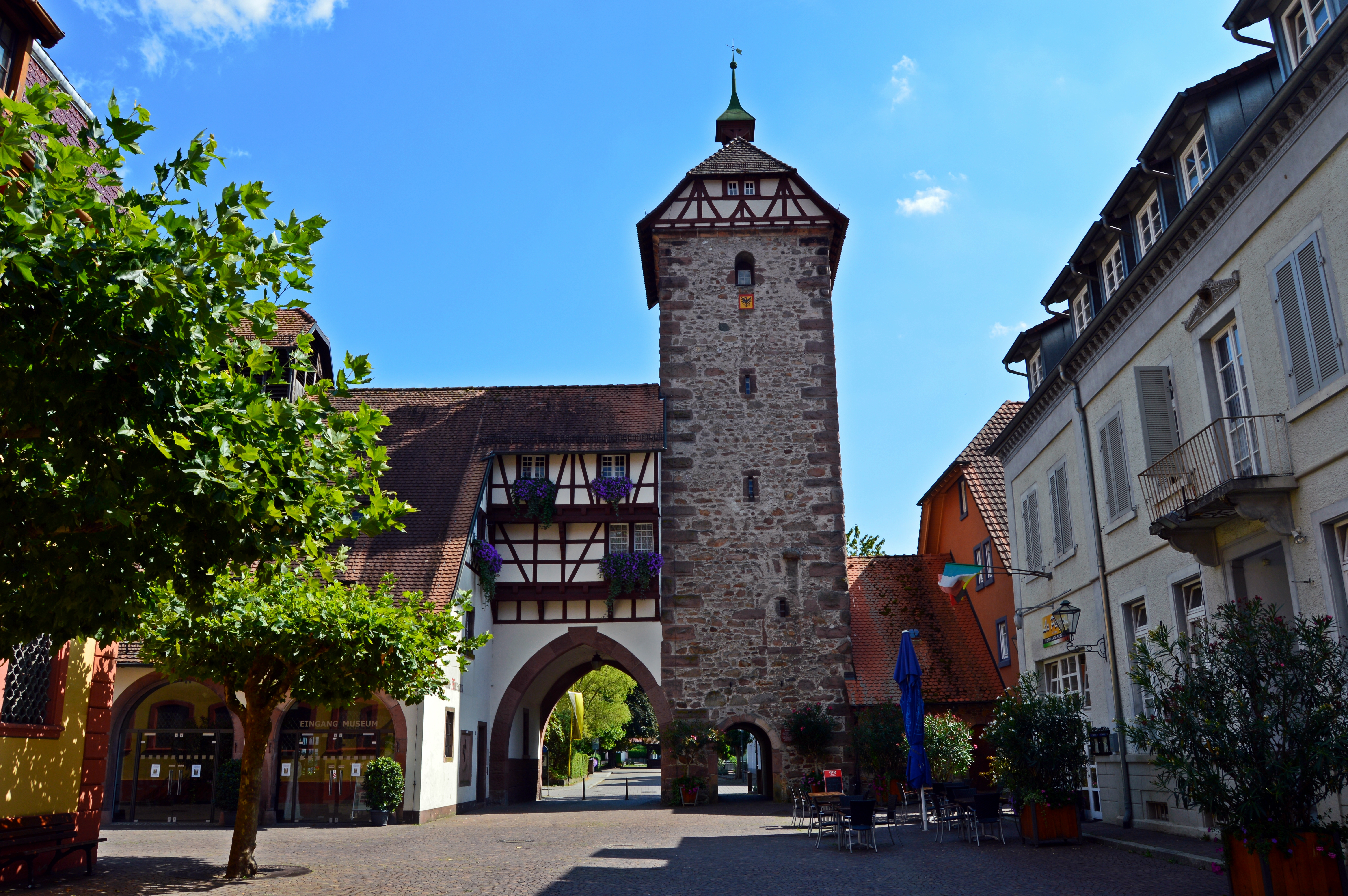
Storchenturm
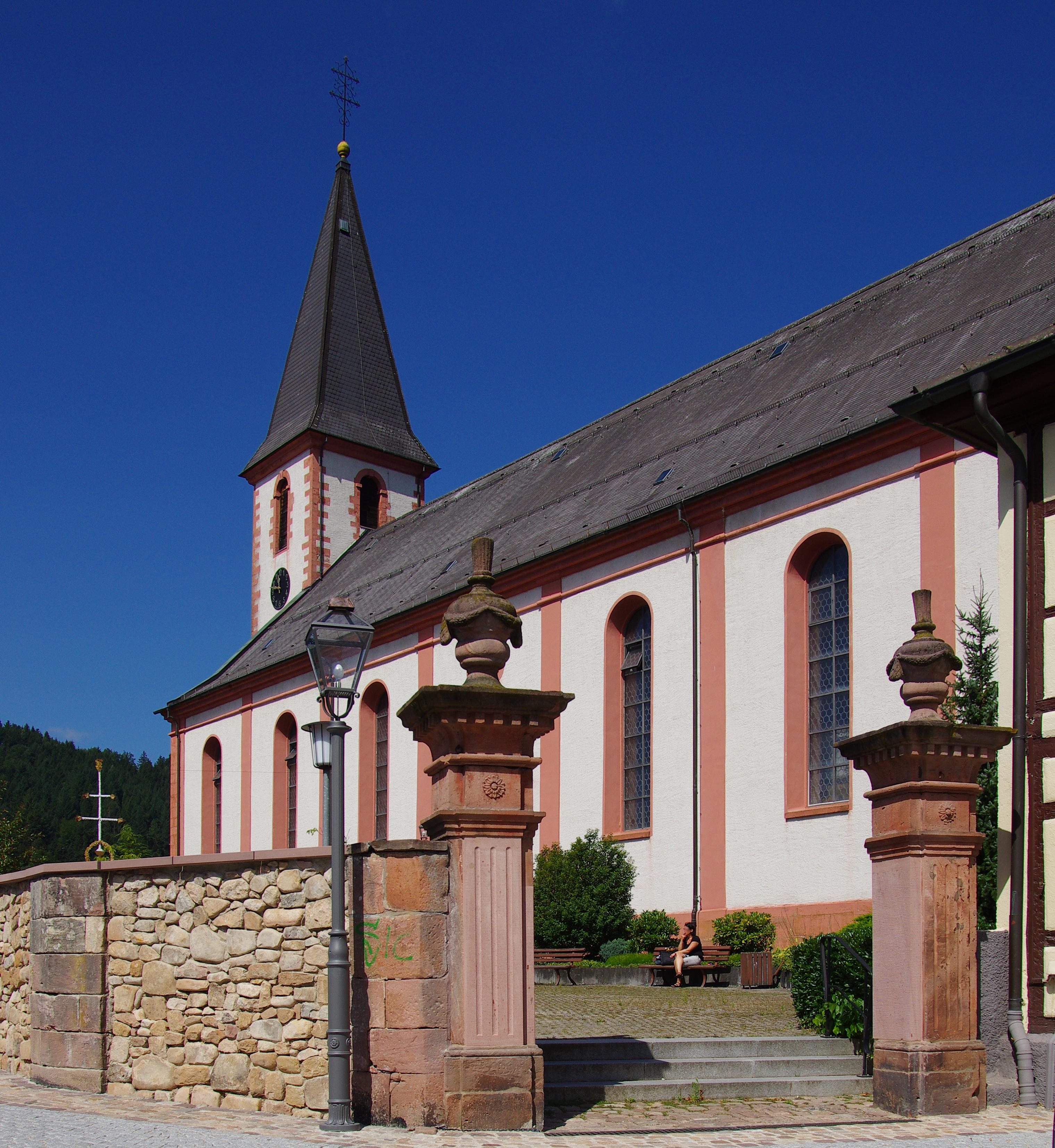
Pfarrkirche St. Symphorian